# Ocotea squarrosa
Ocotea squarrosa är en lagerväxtart som beskrevs av Carl Friedrich Philipp von Martius och Christian Gottfried Daniel Nees von Esenbeck. Ocotea squarrosa ingår i släktet Ocotea och familjen lagerväxter. Inga underarter finns listade i Catalogue of Life.